# Impatiens briartii
Impatiens briartii är en balsaminväxtart som beskrevs av De Wild. och Th. Dur. Impatiens briartii ingår i släktet balsaminer, och familjen balsaminväxter. Inga underarter finns listade i Catalogue of Life.